# Karenella acuta
Karenella acuta är en kvalsterart som först beskrevs av Csiszár 1961.  Karenella acuta ingår i släktet Karenella och familjen Oppiidae. Inga underarter finns listade i Catalogue of Life.